# قرار مجلس الأمن التابع للأمم المتحدة رقم 1513
قرار مجلس الأمن التابع للأمم المتحدة رقم 1513، المتخذ بالإجماع في 28 أكتوبر 2003، بعد التذكير بجميع القرارات السابقة بشأن الوضع في الصحراء الغربية، ولا سيما القرار 1495 (2003)، مدد المجلس ولاية بعثة الأمم المتحدة للاستفتاء في الصحراء الغربية حتى 31 يناير 2004.
تم اتخاذ قرار تمديد ولاية بعثة الأمم المتحدة للاستفتاء في الصحراء الغربية بعد طلب من المغرب لمواصلة النظر في خطة بيكر التي اقترحها جيمس بيكر، المتعلقة بتقرير مصير الإقليم؛ قبلت جبهة البوليساريو الخطة في 6 يوليو 2003. طُلب من الأمين العام كوفي عنان تقديم تقرير عن الوضع في نهاية ولاية البعثة.

## روابط خارجية
- نص القرار في undocs.org